# CITIC Group
El CITIC Group (en chino simplificado, 中国中信集团公司; pinyin, Zhōngguó Zhōngxìn Jítuán Gōngsī), antiguamente China International Trust and Investment Corporation, es una empresa de inversión estatal de la República Popular China, fundada por Rong Yiren (榮毅仁) en 1979 con la aprobación de Deng Xiaoping. Su sede está en el Distrito de Chaoyang, Pekín.

## Actividad
Su objetivo inicial era "atraer y utilizar capital extranjero, introducir tecnologías avanzadas y adoptar prácticas científicas internacionales en la gestión." En la actualidad tiene 44 sucursales (principalmente bancos) en China, Hong Kong, Estados Unidos, Canadá, Australia y Nueva Zelanda, incluidas China CITIC Bank, CITIC Holdings, CITIC Trust Co. y CITIC Merchant Co., Ltd 
CITIC Group está considerando una cotización de $12000 millones en Hong Kong.

## Historia
El fundador de CITIC, Rong Yiren, es el hijo de uno de los empresarios más ricos de China en la década de 1930, Rong Desheng (榮德生). También fue uno de los pocos capitalistas que permanecieron en China Continental después de 1949. Rong Yiren llegó a ser el vicepresidente de la República Popular China en 1993, y dimitió en 1997.
El 17 de septiembre de 2008 se anunció que CITIC estaba en conversaciones para adquirir Morgan Stanley. En cambio, Morgan vendió una gran parte de su empresa Mitsubishi UFJ Financial Group y solicitó $10 000 millones del Departamento del Tesoro como parte del Troubled Asset Relief Program, de $700 000 millones.
Su sucursal CITIC Pacific, realizó apuestas no autorizadas en el mercado de divisas en octubre de 2008 y perdió HK$ 14 700 millones (US$ 1900 millones, en contabilidad mark-to-market). Varios ejecutivos, como el Controlador Financiero Chi Yin Chau y el director Financiero Leslie Chang, dimitieron. El precio de sus acciones cayó un 55.1 % tras la reanudación del comercio.